# マルック・プセニウス
マルック・プセニウス（Markku Sakari Pusenius、1964年5月29日 - ）は、フィンランド、ラハティ出身の元スキージャンプ選手。1980年代に国際試合で活躍した。

## プロフィール
1981年にナショナルチームに招集され、3月7日地元ラハティでスキージャンプ・ワールドカップにデビュー、14位となった。
1982年ノルディックスキージュニア世界選手権で銀メダルを獲得、
翌1982-1983シーズンはワールドカップで自己ベストのシーズンとなった。1月9日のハラコフで自己最高位の2位、翌日も3位に入りシーズン総合21となった。
1984年のサラエボオリンピックでは70m級20位、90m級16位となり、直後に行われたノルディックスキー世界選手権（スイス、エンゲルベルク）では
ペンティ・コッコネン、ヤリ・プイッコネン、マッチ・ニッカネンとともに金メダルを獲得した。
1985年ノルディックスキー世界選手権（オーストリア、ゼーフェルト）にも出場したが90m級35位、1986年3月2日のラハティスキーゲームズを兼ねた地元開催のワールドカップで12位となったのを最後に現役を退いた。